# Hana Hegedušić
Hana Hegedušić (Zagreb, 29. siječnja 1976.), hrvatska je kazališna, televizijska i filmska glumica.

## Filmografija

### Televizijske uloge
- "Dnevnik velikog Perice" kao Jagica (2024.)
- "Metropolitanci" kao Evica Vrabec (2022.)
- "Tvoje lice zvuči poznato" kao Hana Hegedušić (natjecateljica) (2016.)
- "Stipe u gostima" kao Alenka (2014.)
- "Nedjeljom ujutro, subotom navečer" kao inspektorica Kovačić (2012.)
- "Stipe u gostima" kao poslovna žena (2011.)
- "Stipe u gostima" kao Keti (2009.)
- "Bibin svijet" kao Izabela (2007.)
- "Mamutica" kao Ena Lelaš (2009.)
- "Ne daj se, Nina" kao Martina (2007. – 2008.)
- "Bumerang" kao Hana (2005. – 2006.)
- "Odmori se, zaslužio si" kao Violeta (2006.)
- "Bitange i princeze" kao nimfomanka (2006.)

### Filmske uloge
- "Narodni heroj Ljiljan Vidić" kao Laura (2015.)
- "Zagrebačke priče vol. 2" (2012.)
- "Josef" kao Johanna (2011.)
- "Koko i duhovi" kao novinarka (2011.)
- "Šuma summarum" kao Vesna (2010.)
- "Pjevajte nešto ljubavno" kao Đurđica (2007.)
- "Muklo" (2005.)
- "Konjanik" kao Selma (2003.)
- "Ne dao Bog većeg zla" kao Cica (2002.)
- "Crna kronika ili dan žena" kao Dunja (2000.)
- "Blagajnica hoće ići na more" kao Željka (2000.)
- "Zauvijek moja" kao glas operaterke (2000.)
- "Vrlo tužna i tragična priča" (1997.)

### Sinkronizacija
- "Petar Zecimir: Skok u avanturu" kao Mopsi (2021.)
- "Ringe Ringe Raja" kao Jin Jing (2018.)
- "Petar Zecimir" kao Mopsi (2018.)
- "Teletubbiesi" (6. – 7. sezona) kao polunaratorica, megafon #1, Tubbyfon i razni likovi u igranim segmentima (2017. – 2018.)
- "Kako je Gru postao dobar" kao Lucy Wilde (2017.)
- "Lego Batman Film" kao Harley Quinn (2017.)
- "Superknjiga" kao Marija/Majka Marija, Gđa. Peperić, Eva, Toni, Manuel, Marina, Rea, Doris i Saloma (2016. – 2017.)
- "Violetta" kao Marcela Parodi (2016.)
- "Potraga za Dorom" kao Nada (2016.)
- "Kung Fu Panda 3" kao Mei Mei (2016.)
- "Sedmi patuljak" kao Ružica (2014.)
- "Avioni, 2" kao Vijka (2013., 2014.)
- "Gru na supertajnom zadatku" kao Lucy Wilde (2013.)
- "Niko 2: Mali brat, velika frka" kao Vilma i Medo (2012.)
- "Rio 1 i 2" kao Linda (2011., 2014.)
- "Simsala Grimm" (2011.)
- "Moj ljubimac Marmaduke" kao Maza (2010.)
- "Zvončica" (franšiza) kao Zvončica (2008. – 2015.)
- "Snjeguljica i sedam patuljaka" kao Snjeguljica (2009.)
- "Niko - Božićna potraga" kao Vilma (2008.)
- "Život buba" kao Ata (2008.)
- "Obitelj Robinson" kao Freni (2017.)
- "Princeza sunca" kao Akhesa (2007.)
- "Mumini" kao Mumin (2006.)
- "Princ od Egipta" kao Sipora (2006.)
- "Čarobni mač" kao Kayley (1999.)
- "Dora istražuje" kao Tiko, Bik Bero (Project 6 sink)
- "Musti" - sve uloge
- "Lilo i Stitch" (serija)
- "Chuggington" kao Koko
- "Voljeni Doktor Martini" kao Maria i Gloria
- "Superheroj Spiderman" kao Gwen Stacy
- "Scooby Doo i čudovište iz Loch Nessa" kao Shannon Blake
- "Ulica Sezam" kao Zoja
- "Kućni svemirci" kao Gabi
- "Jagodica Bobica" kao Narančica
- "Oblutak" kao Ana Maronić
- "Garfield i prijatelji" kao Roselyn
- "Nove pustolovine Winnieja Pooha" kao Mama

## Vanjske poveznice
- Hana Hegedušić u internetskoj bazi filmova IMDb-u (engl.)